# Thongdy Sounthone Vichit
Thongdy Sounthone Vichit (laotisch ທອງດີ ສຸນທອນວິຈິດ; * 1905; † 1968) war ein laotischer Politiker und Komponist.

## Leben
Sounthone Vichit verfasste und komponierte 1941 die laotische Nationalhymne Pheng Xat Lao, deren Text nach der Ausrufung der demokratischen Volksrepublik Laos ersetzt wurde. 
Er diente seinem Land in der fünften Regierung (der ersten nach Beendigung des Indochinakrieges) von 1954 bis 1956 als Minister für Landwirtschaft und Tiermedizin. 1955 war er Mitglied der Wirtschafts- und Sozialkommission für Asien und den Pazifik der Vereinten Nationen.